# Кубрат Томов
Кубрат Савов Томов е български писател, енциклопедист, философ, езотерик, член на Българско астронавтическо дружество (БАД), на клуб „Човек, земя, космос“, основател на Българското дружество по психотроника (БДП), на Първи университет за нова култура (ПУНК) и на Движение за нова култура (ДНК). Автор е на десетки книги и монографии, на хиляди лекции в цялата страна. Един от най-известните езотерици в България.

## Биография
Роден е през 1938 г. в София. Завършва гимназия с медал, МЕИ (сега ТУ) – с отличие.
Автор на десетки книги и монографии, стотици статии и интервюта в печатни и електронни медии, на хиляди лекции в цялата страна в продължение на повече от 40 г. Водил е предаването „На прага на новата епоха“ в кабелна телевизия „Центрум груп“, лектория в Пловдив, курсове по мислене и творчество.
В последните месеци от живота си Кубрат Томов живее в социална изолация и финансово изнемогване. Благодарение на малкото му останали истински приятели успява да издаде последните си книги. Операция на очите в болница го ослепява. Умира на 4 януари 2016 г.
През целия си живот се занимава с просветителство и иновации в духовната област за събуждане самоинициативата у хората за самоорганизизация и поемане на лична отговорност.

## Философски възгледи
Според Кубрат Томов умствената и духовната енергия на хората има фундаментален космически характер и ако хората започнат да мислят правилно с любов и добро, а не егоистично и свръх егоистично, ако хората мислят кохерентно за доброто, тяхната кохерентна енергия се събира и може да тушира последиците на разрушителните сили. За да излезе от кризата човечеството трябва да преосмисли ценностната си система.
Чрез просвещение хората трябва да осъзнаят огромният потенциал с който разполагат по произход генетично, да разберат че световните обществени процеси се подчинява на едни по-висши закони, които водят до друг смисъл на битието, различен от мизерията в която съществуват огромни човешки маси. Излизането от кризата на съвременната цивилизация изисква харта на човешките ценности с правилна йерархия, която да се приеме в ООН и така да влезе в конституциите и обществения живот на целия свят. Хартата на човешките права не е променяна за повече от 60 години откакто е приета. Погрешната йерархия на ценностите е плод на многовековна дейност на световна мафия, която иска световно господство. Ако човечеството приеме правилна йерархия на ценностите еволюцията на човечеството ще скочи революционно.
Кубрат Томов е уверен, че „България има мисия пред широкия свят. Мисията ѝ е да даде точната диагноза на кризата на цивилизацията, която досега не е дадена, въпреки прехваления световен управленски елит. Ние трябва да дадем точната диагноза и начините за ликвидиране на причините на кризата, както и да поемем личен пример в този път.“
През 2008 г. във връзка с тази мисия писателят изпраща предложение за „Харта на човешките задължения“, „Хартата на правата и задълженията“, както и проект за „Световна конституция“ до 49 посолства в София, на представителството на ООН и на Ватикана. Отговор не получава.

## Книги
- Философия на абсолютното, вселената и човека>
- Конституция и практическа програма на България и света в третото хилядолетие ISBN	954-8173-02-6
- Бъдещето, което идва – книга 7: Интелигенцията – отговорна или продажна
- Бъдещето, което идва – книга 8: Най-големите предателства. Черното досие на цивилизацията
- Бъдещето, което идва – книга 10: Германия – големият шанс на цивилизацията днес
- Бъдещето, което идва – книга 11: Обединение на загрижените за България
- Бъдещето, което идва. Книга 13: Знанието – основа на свободата и щастието. Иновации
- Бъдещето, което идва – книга 16: Българската национална идея и мисия и бъдещето на България и света
- Време е! Да вземем съдбата си в своите ръце
- Накъде, човече? Печални грешки
- Философия на абсолютното, вселената и човека – строгият монизъм
- Време е!
- Дискусията – път към истината* Знанието – основа на свободата и щастието
- Накъде, човече? / Печални грешки
- Новата култура 21. век
- Обединение на загрижените за България
- Пред новата епоха: Прогнози, послания, пророчества
- Психотрониката – история, проблеми, перспективи
- Резомално-изоморфният принцип
- Резонансно-изоморфният принцип
- Теория на качеството
- Да спасим и възродим България
- Психотрониката – история, проблеми, перспективи[9]